# Nibelungenwerk
La Nibelungenwerk, conosciuta anche come Nibelungenwerke o Ni-Werk, ("Officina dei Nibelunghi"), fu un grande stabilimento industriale attivato a partire dal 1939 dalla Germania nazista nella città di Sankt Valentin in Bassa Austria, nel quadro del programma di potenziamento accelerato dell'industria bellica portato avanti dal Terzo Reich nella seconda guerra mondiale per far fronte alla crescente potenza delle nazioni nemiche. 
La Nibengenwerk fu la più grande e moderna fabbrica del Terzo Reich per la costruzione di carri armati e il solo stabilimento organizzato tecnicamente per la costruzione in grande serie dei mezzi corazzati per la Wehrmacht, simile agli enormi impianti in attività contemporaneamente in Unione Sovietica e negli Stati Uniti. Nella fabbrica, localizzata in una regione periferica e attivata con la massima segretezza, furono costruiti nel periodo 1942-1945 oltre la metà di tutti i carri armati Panzer IV prodotti dalla Germania nel corso della guerra. 
Occupata dall'Armata Rossa nel maggio 1945 alla fine della guerra, nel 1955 la fabbrica divenne proprietà della nuova Austria e venne trasformata per la produzione di macchinari agricoli prima all'interno del gruppo industriale austriaco Steyr-Daimler-Puch e poi del gruppo canadese Magna International.

## Storia

### La seconda guerra mondiale
Il progetto per la costruzione e l'apertura di un grande centro per la produzione di mezzi meccanizzati per la Wehrmacht ebbe inizio subito dopo l'Anschluss nel 1938 nel quadro dei giganteschi programmi di riarmo del cosiddetto Piano quadriennale attivato dalla Germania nazista sotto la direzione di Hermann Göring; collegato al progetto del cosiddetto Nibelungenwerk, venne contemporaneamente prevista la costruzione e l'apertura di un grande centro siderurgico per la produzione di acciaio per le costruzioni meccaniche, la Eisenwerk Oberdonau ("Ferriera dell'Alto Danubio") vicino a Linz. I piani originari nel 1939 prevedevano di costruire la nuova fabbrica di armamenti al riparo nella foresta Herzograd (Herzograder Wald), una area periferica e isolata vicino alla città della Bassa Austria di Sankt Valentin che disponeva di buone vie di collegamento e costituiva un nodo di comunicazioni ferroviarie.

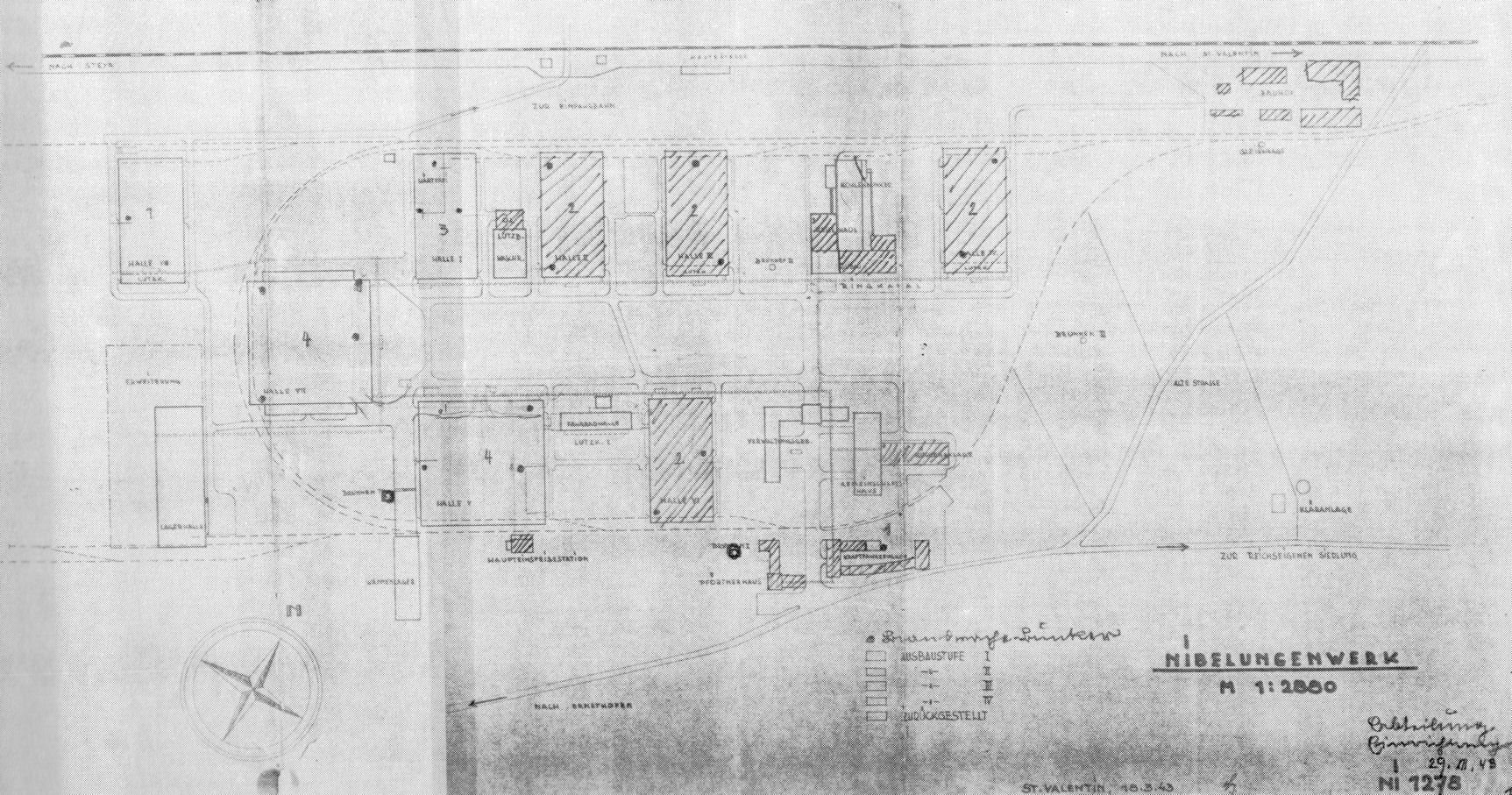
Pianta di Nibelungenwerk nel 1943 dopo l'ampliamento finale.

Il nuovo stabilimento entrò subito a far parte del grande conglomerato industriale della Reichswerke Hermann Göring e il progetto quindi, che prevedeva un costo di 65 milioni di Reichsmark, venne portato avanti secondo i piani che prevedevano officine di grandi dimensioni ed equipaggiamento tecnico moderno e abbondante; grazie alla sua dipendenza diretta dall'impero industriale di Göring, la Nibelungenwerk si sviluppò costantemente durante gli anni di guerra. Dopo l'apertura ufficiale nel 1942, lo stabilimento quindi non venne interessato dalle difficoltà produttive che rallentarono in modo deplorevole la crescita complessiva dell'industria dei carri armati del Terzo Reich; inoltre la sua localizzazione periferica in Austria, considerata "il rifugio antiaereo del Reich", la misero al riparo almeno fino al 1943 dagli attacchi dei bombardieri alleati, e favorì ulteriormente il potenziamento della sua attività produttiva. Venne prevista una produzione mensile di 320 carri armati che peraltro non sarebbe mai stata realmente raggiunta.
La Nibelungenwerk venne costruita e attivata in segreto; a scopo di disinformazione la fabbrica era ufficialmente denominata Spielwarenfabrik, "fabbrica di giocattoli".
Negli anni della seconda guerra mondiale l'impianto Nibelungenwerk venne progressivamente ampliato secondo un programma di espansione territoriale e di crescita produttiva in quattro fasi; l'attività della fabbrica iniziò concretamente nel settembre 1940 con lavori di manutenzione e riparazione dei carri armati Panzer III, mentre nella seconda fase di sviluppo le officine iniziarono a produrre e consegnare componenti per i mezzi corazzati; in particolare vennero fabbricati oltre 5.400 rulli per i sistemi di trazione che vennero inviati allo stabilimento Krupp-Grusonwerk di Magdeburgo-Buckau dove venevano assemblati alcuni modelli di panzer. La terza fase di ampliamento del Nibelungenwerk ebbe inizio alla fine del 1941, in una fase in cui era ormai divenuta drammaticamente evidente la debolezza produttiva dell'industria bellica tedesca e l'insufficienza numerica e tecnica dei mezzi meccanizzati della Wehrmacht; all'inizio del 1942 quindi le officine iniziarono ad assemblare alcuni carri pesanti Panzer VI Tiger I e soprattutto furono organizzate le linee produttive per la costruzione in grande serie del Panzer IV, a partire dal modello F2 equipaggiato con il nuovo cannone anticarro da 75 mm. L'ultima fase dello sviluppo della fabbrica dei Nibelunghi iniziò nel 1943, nel periodo in cui la Germania nazista cercò di razionalizzare e potenziare al massimo la sua macchina industriale; Nibelungenwerk venne ulteriormente ampliata e la sua capacità produttiva fortemente incrementata.

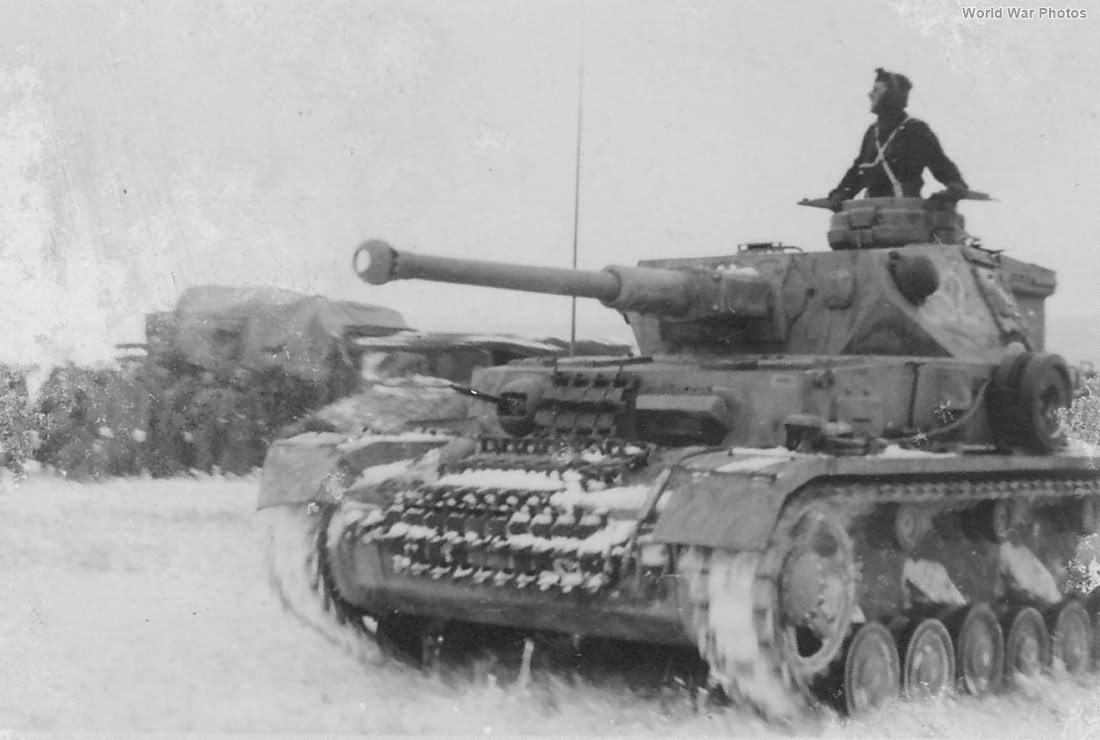
Il Panzer IV F2, fu il primo modello di questo carro armato, assemblato dalla Nibelungenwerk.

Nella fase del suo massimo sviluppo, la fabbrica era costituita da nove padiglioni, di cui sette, costruiti in cemento armato, erano lunghi 120 metri e larghi 60 metri ciascuno; le ultime due officine invece erano strutture tubulari in acciaio che misuravano 120 metri in lunghezza e 120 metri in larghezza. Per consentire di continuare l'attività produttiva anche dopo i bombardamenti aerei nemici, lo stabilimento disponeva di un sistema ad anello sotterraneo che poteva fornire alla fabbrica, elettricità, aria, riscaldamento e acqua; inoltre Nibelungenwerk era circondato da due binari ferroviari e ogni officina disponeva di una linea di raccordo indipendente con il sistema ferroviario circolare.
Contemporaneamente al potenziamento delle linee produttive e alla crescita delle dimensioni dello stabilimento, si rese necessario incrementare progressivamente il numero dei lavoratori impiegati nella fabbrica che alla fine dell'autunno 1941 erano già oltre 4.800; gli operai erano inizialmente in maggioranza austriaci, seguiti dai tedeschi ma, con il peggioramento dell'andamento della guerra per la Germania, divenne inevitabile richiamare sempre più uomini al fronte e di conseguenza divenne molto grave la carenza di manodopera specializzata dell'industria tedesca. Si fece ricorso inizialmente all'impiego di prigioneri di guerra stranieri, principalmente francesi ma anche italiani, greci, jugoslavi e sovietici. Alla fine del 1944 oltre 8.500 persone erano impiegate dalla Nibelungenwerk, ma la carenza di personale qualificato era sempre più grave, mentre i lavoratori stranieri non erano adeguatamente preparati e manifestavano scarso entusiamo per il loro impiego nella macchina da guerra del nemico. Nell'agosto 1944 si fece ricorso infine alla misura estrema dell'industria bellica del Terzo Reich, il sistema del lavoro forzato; fu costruito quindi vicino allo stabilimento un sottocampo del campo di concentramento di Mauthausen e circa 1.500 prigionieri vi furono trasferiti per essere impiegati nel lavoro schiavistico nell'officina dei Nibelunghi.

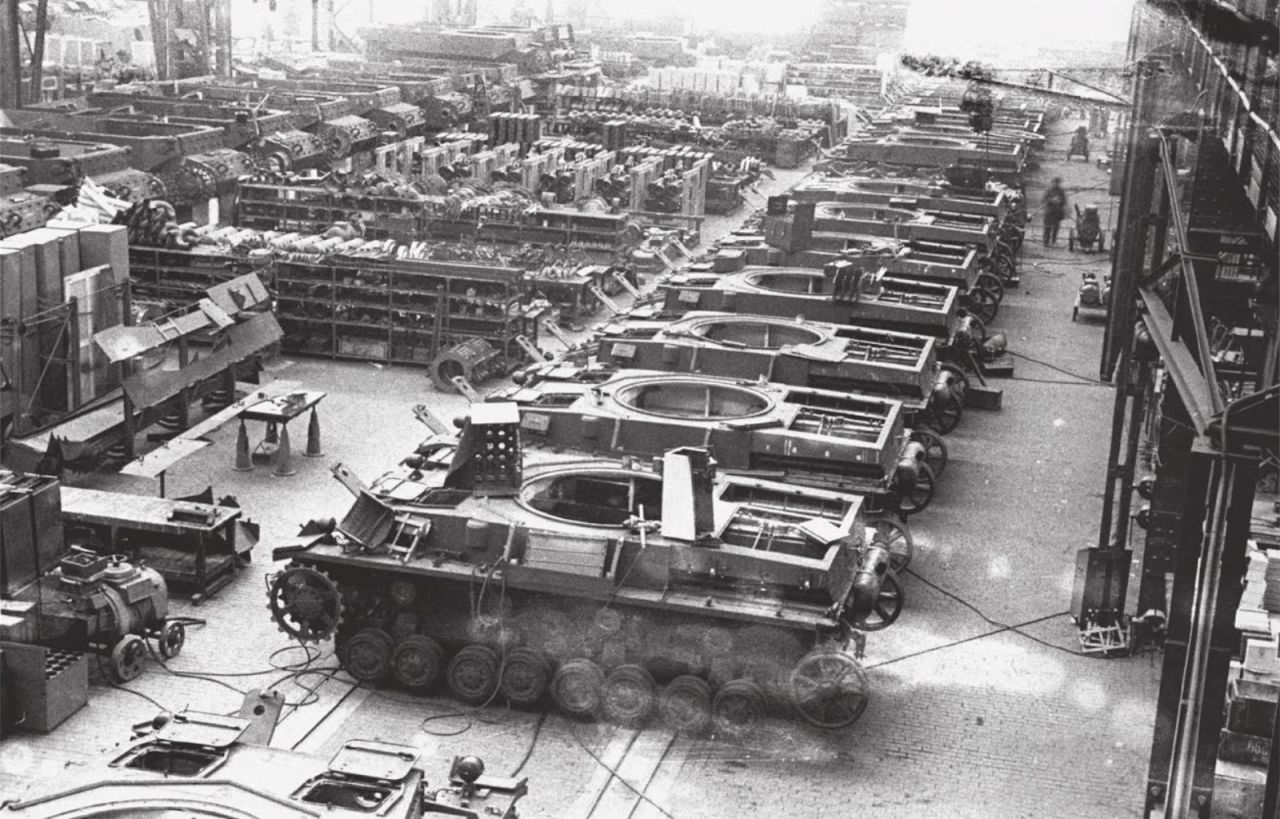
Assemblaggio di carri Panzer IV alla Nibelungenwerk.

Dopo il completamento delle quattro fasi di espansione, l'impianto divenne la più grande fabbrica di carri armati delle Potenze dell'Asse e quella con la maggiore capacità produttiva: su 8.500 Panzer IV costruiti complessivamente dalla Germania, 4.786 furono assemblati dalla Nibelungenwerk; inoltre furono prodotti anche 576 cannoni d'assalto Sturmgeschütz IV e cacciacarri  Jagdpanzer IV. Oltre alla produzione del Panzer IV e dei cannoni semoventi, la Nibelungenwek effettuò anche le modifiche dei carri pesanti Tiger I per ottenere i cacciacarri Elefant. Le officine della Nibelungenwerk erano in pratica il solo stabilimento tedesco moderno per la produzione dei carri armati, dotato di catene di montaggio efficienti con linee di assemblaggio principali e secondarie. Per la prima volta in Germania venne abbandonata la precedente tecnica di produzione di carri armati in piccoli gruppi a favore della produzione in grande serie mediante catene di montaggio dotate di carri caricatori spostati in avanti attraverso cavi di traino. In questo modo i tempi di produzione erano molto più ridotti; il montaggio di una sospensione delle ruote richiedeva quattro minuti, mentre per l'assemblaggio finale erano necessarie alcune ore. Dato che solo un terzo dei componenti costruttivi dei mezzi corazzati era prodotto nello stabilimento stesso, i risultati produttivi erano influenzati dal mantenimento di un flusso regolare e indisturbato dei componenti prodotti in altri stabilimenti del Reich, e da una logistica dei trasporti senza ostacoli. A causa soprattutto dei sempre più pesanti bombardamenti alleati sulla Germania, a partire dal 1944 fu sempre più difficile assicurare con regolarità le forniture necessarie alla Nibelungenwerk; si verificarono crescenti ritardi nelle consegne dei materiali necessari per l'assemblaggio dei carri armati. 
Dopo il grande attacco aereo del 17 ottobre 1944, la Nibelungenwerk dovette fortemente ridurre la produzione o trasferirla in altri stabilimenti; nonostante queste difficoltà tuttavia complessivamente nel 1944 la fabbrica fu ancora in grado di assemblare 2.845 dei 3.125 Panzer IV costruiti dalla Germania in quell'anno. Alla fine del 1944 la Nibelungenwerk iniziò a produrre il cacciacarri pesante Jagdtiger; la variazione produttiva si svolse senza grandi problemi tecnici grazie alle attrezzature meccaniche di grandi dimensioni disponibili nell'impianto. La Nibelungenwerk continuò la sua attività fino agli ultimi giorni di guerra, impegnandosi nela riparazione di carri Panther e Tiger; le truppe americane arrivarono a Sank Valentin l'8 maggio 1945 e liberarono i prigionieri impiegati nel lavoro forzato, principalmente francesi, sovietici e cecoslovacchi. L'Armata Rossa arrivò il giorno seguente e prese possesso dell'impianto, mantenendo attiva una piccola produzione di Panzer IV da utilizzare come trofei per la parata della Vittoria a Mosca del 26 giugno 1945.

### Dopo la fine del Terzo Reich
Dopo il trattato del 1955 la nuova Austria democratica prese il possesso del vecchio stabilimento Nibelungenwerk e nel 1957 la fabbrica venne incorporata nel grande conglomerato industriale della Steyr-Daimler-Puch. Nello stabilimento venne trasferita entro il 1974 l'intera produzione di trattori e macchine agricole del gruppo Steyr.
Attualmente le vecchie strutture della Nibelungenwerk originaria e i terreni sono di proprietà del gruppo canadese Magna International che ha affittato tre officine al gruppo di costruzione di macchine agricole CNH Global, che ha il suo centro direzionale a Sankt Valentin, e costruisce cabine per trattori con il vecchio marchio Steyr, mentre l'edificio principale d'ingresso, il vecchio terreno per le prove dei carri armati, e l'officina ad est sono utilizzate della Magna Steyr, azienda controllata da  Magna international, che produce componenti per veicoli a motore.